# 霜田政美
霜田 政美（しもだ まさみ） は、日本の応用昆虫学者。東京大学大学院農学生命科学研究科応用昆虫学研究室教授。日本応用動物昆虫学会賞等受賞。

## 人物・経歴
1983年、茨城県立下妻第一高等学校卒業。1988年、筑波大学第二学群農林学類生物応用科学専攻卒業。1990年、筑波大学大学院農学研究科応用生物化学専攻修士課程修了。1991年、筑波大学大学院農学研究科応用生物化学博士課程中退し、農林水産省中央農業研究センターに入所。
1998年、筑波大学博士（農学）。同年ロックフェラー大学医学研究所特別研究員（マイケル・ヤング研究室）。2001年、農業生物資源研究所研究員。2016年、農業・食品産業技術総合研究機構生物機能利用研究部門昆虫制御研究領域昆虫相互作用ユニットユニット長。
2020年、筑波大学大学院生命環境科学研究科生物圏資源科学専攻応用動物昆虫学研究室連携大学院教授、農業・食品産業技術総合研究機構生物機能利用研究部門主席研究員。
2021年、東京大学大学院農学生命科学研究科生産・環境生物学専攻応用生物学領域講座応用昆虫学研究室教授。同年日本応用動物昆虫学会賞受賞。